# Aïn Berda
Aïn Berda è un comune dell'Algeria, situato nella provincia di Annaba.